# Asociación Noruega de Senderismo

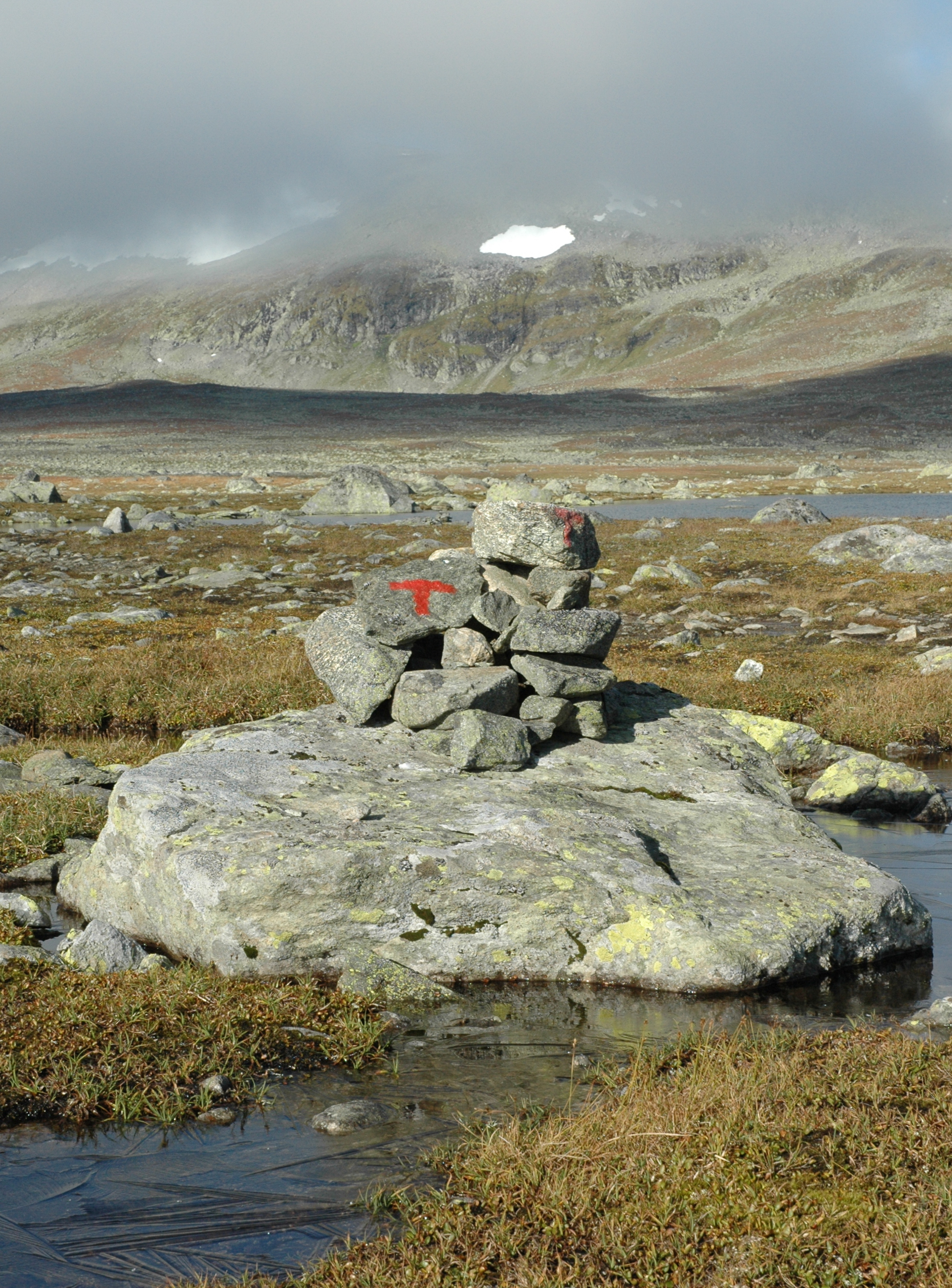
La T roja marcando el camino; distintivo de la organización turística

La Asociación Noruega de Senderismo (en noruego: Den norske turistforening, DNT) es una asociación noruega que mantiene senderos de montaña y cabañas en Noruega. La asociación fue fundada el 21 de enero de 1868 con el objetivo de "ayudar y desarrollar el turismo en este país". Hoy el objetivo es trabajar por actividades al aire libre sencillas, seguras y respetuosas con el medio ambiente. DNT tiene actualmente más de 300.000 miembros individuales y 57 asociaciones miembro con equipos locales afiliados. También cuenta con varios "miembros honorarios", personas destacadas que han mostrado un gran interés por la naturaleza noruega y han dado publicidad al país como destino turístico, entre ellos Kofi Annan y Katie Melua . El secretario general de la asociación es Dag Terje Klarp Solvang.
La primera cabaña de DNT fue Krokan junto a la cascada de Rjukan. Posteriormente, la cascada se aprovechó para la producción de energía hidroeléctrica y se vendió la cabaña. Hoy se ha reabierto, situada junto a la carretera principal de Tinn a Vinje . Junto con organizaciones locales de toda Noruega, opera más de 550 cabañas en las montañas y bosques noruegos.
Olav Thon, un inversor inmobiliario noruego y excursionista aficionado, ha donado hasta ahora 55 millones de coronas noruegas a la asociación. El dinero se ha gastado para construir cabañas nuevas y renovar las existentes.

## Usando las cabañas
Cuarenta y una de las cabañas cuentan con personal. El resto son de autoservicio, y algunas cuentan con víveres. Las cabañas de autoservicio están cerradas ocasionalmente, y para usarlas es necesario obtener una llave del DNT por un depósito de NOK 100 (si se devuelve la llave, también se devolverá el dinero). Cada cabaña de autoservicio contiene una pila de formularios de pago con tarjeta de débito/crédito. Este formulario debe completarse al finalizar una estadía y depositarse en la casilla de pago. Debes registrarte antes usando una litera.
La mayoría de las cabañas de autoservicio tienen paneles solares y por lo tanto electricidad, pero no disponen de agua corriente por lo que generalmente se ubican muy cerca de un río desde el cual se pueden llenar los baldes. Antes de salir de una cabaña de autoservicio, se considera una buena etiqueta cargar leña, lavar los platos, limpiar el piso y (si es necesario) cerrar la puerta con llave.